# آوا (فصل ۱۶)
شانزدهمین فصل از یک مسابقه نمایش استعدادیابی است که در ۲۵ فوریه ۲۰۱۹ از شبکه ان‌بی‌سی پخش شد. در این فصل از مسابقه آدام لوین، کلی کلارکسون، بلیک شلتون و جان لجند به عنوان مربی و داور حضور داشتند.